# Leopoldius diadematus
Leopoldius diadematus – gatunek muchówki z podrzędu krótkoczułkich i rodziny wyślepkowatych.
Gatunek ten opisany został w 1845 roku przez Camillo Róndaniego.
Muchówka o smukłym ciele długości od 12 do 14 mm. Głowa jej ma żółte z czarnym wzorem czoło, a twarz żółtą ze srebrzystym opyleniem. Czułki są lancetowate. Ryjek jest miękki, zgrubiały i wyraźnie krótszy niż głowa. Tułów ma barwę czarnobrunatną. Skrzydła są całe jasne. Odnóża są żółte z przyciemnionymi stopami oraz czarnymi biodrami środkowej i tylnej pary, pozbawione ciemnych plam na powierzchniach zewnętrznych tylnej pary ud. Odwłok jest czarny z szerokimi, żółtymi przepaskami. Barwa drugiego segmentu odwłoka jest prawie w całości żółta, a czarne elementy na segmentach od trzeciego do piątego podzielone są na trzy plamy: środkową trójkątną i boczne prostokątne. Narządy rozrodcze cechuje długa i wąska teka.
Owad znany z Hiszpanii, Francji, Niemiec, Szwajcarii, Austrii, Słowacji i Węgier. Larwy są pasożytami osy dachowej.